# ロバート・アラン・アッカーマン
ロバート・アラン・アッカーマン（Robert Allan Ackerman、1944年6月30日 - 2022年1月10日）は、アメリカ出身の演出家。ニューヨーク、ロンドンをはじめ世界の演劇シーンで活躍している。2008年に日本を拠点に活動する演劇ユニットthe companyを結成。10月に「1945」を上演した。

## 舞台演出作品
- 『BENT』（主演：リチャード・ギア）
- 『EXTREMITIES』（主演：スーザン・サランドン）
- 『SLAB BOYS』（出演：ショーン・ペン、ケビン・ベーコン、バル・キルマー 他）
- 『サロメ』（主演：アル・パチーノ）
- ミュージカル『LEGS DIAMOND』（主演：ピーター・アレン）

### ニューヨーク・シェイクスピア・フェスティバル・パブリック・シアターでの仕事
- 『A PRAYER FOR MY DAUGHTER』（日本語題：『娘に祈りを』）
- 『FATHERS AND SONS』（主演：リチャード・チャンバレン）
- 『SALT LAKE CITY SKYLINE』（主演：ジョン・リスゴー）
- 『TAKEN IN MARRIAGE』（日本語題：『結婚』、主演：メリル・ストリープ）
- 『FAMILY DEVOTIONS 』（作：デヴィッド・ヘンリー・ホアン）

### ロンドンでの仕事
- 『トーチソング・トリロジー』（主演：アントニー・シャー）
- 『WHEN SHE DANCED』（日本語題：『イサドラ』、主演：ヴァネッサ・レッドグレイヴ）
- 『バーン・ディス』（主演：ジョン・マルコヴィッチ）
- 『わが町』（主演：アラン・アルダ）
- 『EXTREMITIES』（主演：ヘレン・ミレン）
- 『A MADHOUSE IN GOA』（主演：ヴァネッサ・レッドグレイヴ）
- 『薔薇の花束の秘密』（主演：ジェマ・ジョーンズ）
- 『ME AND MAMIEO’ROURKE』（出演：ドーン・フレンチ、ジェニファー・ソーンダース）

### ロサンゼルスでの仕事
- 『THE VORTEX』（日本語題：『渦巻』、主演：ルパート・エヴェレット）
- 『薔薇の花束の秘密』（主演：アン・バンクロフト）
- 『SCENES FROM AN EXECUTION』（出演：ジュリエット・スティーブンソン、フランク・ランジェラ）
- 『HOLIDAY』（主演：ケヴィン・クライン）

### 東京での仕事
- 『薔薇の花束の秘密』（主演：佐藤オリエ）
- 『蜘蛛女のキス』（主演：村井国夫、岡本健一）
- 『スラブ・ボーイズ』（主演：男闘呼組）
- 『エンジェルス・イン・アメリカ』（銀座セゾン劇場 出演：佐藤オリエ、麻実れい、高橋和也）
- 『娘に祈りを』（主演：平田満、堤真一、高橋和也、山本亨）
- 『イサドラ When She Danced』（主演：麻実れい）
- 『橋からの眺め』（主演：堤真一、久世星佳）
- 『結婚...taken in MARRIAGE』（主演：麻実れい、浅野温子）
- 『ガラスの動物園』（出演：佐藤オリエ、富田靖子）
- 『BENT』（the company、企画：tpt）
- 『TOYER』（主演：井ノ原快彦、中川安奈）
- 『エンジェルス・イン・アメリカ』（企画：tpt）
- 『楡の木陰の欲望』（主演：寺島しのぶ、パク・ソヒ）
- 『三人姉妹』（the company）
- 『バーム・イン・ギリヤド』（the company）
- 『見知らぬ乗客』（出演：二宮和也）

## 映像演出作品
- Mrs. Cage (1992)（主演：アン・バンクロフト）
- David's Mother (1994) （主演：カースティ・アレイ）
- 運命の絆 Safe Passage (1994)（出演：スーザン・サランドン、サム・シェパード）
- Suddenly (1996) （主演：ロブ・ロウ）
- Radiant City (1996)（主演：ロブ・ロウ）
- アウトレイジ/連鎖脅迫 Outrage (1998)（主演：ロブ・ロウ）
- フォーゲット・ミー・ネバー 愛の絆 Forget Me Never (1999)（主演：ミア・ファロー、マーティン・シーン）
- ダブル・プラチナ Double Platinum (1999)（主演：ダイアナ・ロス、ブランディ）
- The Reef (1999) （主演：レスリー・キャロン、ティモシー・ダルトン）
- ベイビー/潮風のおくりもの Baby  (2000)（主演：ファラ・フォーセット）
- ジュディ・ガーランド物語 Life with Judy Garland:Me and My Shadows (2001)（主演：ジュディ・デイヴィス）
- The Reagans (2003)（主演：ジェームス・ブローリン）
- The Roman Spring of Mrs. Stone (2003)（原作：テネシー・ウィリアムズ 出演：ヘレン・ミレン、アン・バンクロフト）
- 美しきイタリア、私の家 My House in Umbria (2003)（プロデューサーとして参加、主演：マギー・スミス）
- Filthy Gorgeous (2006)
- ラーメンガール The Ramen Girl (2008)（出演：ブリタニー・マーフィー、西田敏行、パク・ソヒ、余貴美子、山﨑努）

## 受賞歴
- オビー賞
- テレビジョン・クリティックス賞
- ブロードキャスト・ジャーナリスト賞
- アウター・クリティックス・サークル賞
- プリズム賞
- 読売演劇大賞
- ヒューマニタス賞
- クリストファー賞
- ベアトリス・ウッド・フィルム賞
- プロデューサーズ・ギルド賞
- エミー賞
- グローブ賞
- オリビエ賞
- トニー賞
- イブニング・スタンダード賞
- 紀伊國屋演劇賞